# Le Tournoi
Pour plus de détails, voir Fiche technique et Distribution.
Le Tournoi est un film français réalisé par Élodie Namer, sorti en 2015.

## Synopsis
Cal, 22 ans, champion de France d'échecs, participe à un tournoi se déroulant sur 7 jours à Budapest. Grand favori, arrogant et immature, robot programmé pour gagner, il mène avec ses acolytes une vie de ludopathe, complètement déconnecté du monde réel. 
Tout va basculer lorsqu'il va découvrir un challenger inattendu, un jeune génie hongrois de 9 ans. Cal devient de plus en plus obsédé par son adversaire, d'autant plus que dans l'équipe des Français, entraînée par un maître tyrannique, les tensions ne sont pas absentes.

## Fiche technique

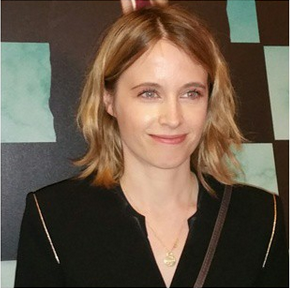
Élodie Namer, le 22 avril 2015, lors de la présentation du film Le Tournoi au festival de City of Lights, City of Angels à Los Angeles.

- Réalisation et scénario : Élodie Namer
- Musique : Dombrance
- Photographie : Julien Poupard
- Montage : Nicolas Desmaison et Julien Ouvrard
- Décors : Emmanuelle Cuillery
- Son : Laurent Poirier
- Montage son : Séverin Favriau
- Mixage son : Stéphane Thiébaut
- Production : Lola Gans
- Sociétés de production : 24 Mai Productions, en coproduction avec France 2 Cinéma et France Télévisions, en association avec la SOFICA Cofinova 10
- Société de distribution : Diaphana Distribution
- Pays de production :  France
- Langues originales : français, et quelques répliques en anglais, hongrois et allemand
- Durée : 83 minutes
- Dates de sortie :
  - États-Unis : 21 avril 2015 (COLCOA)
  - France : 29 avril 2015

## Distribution

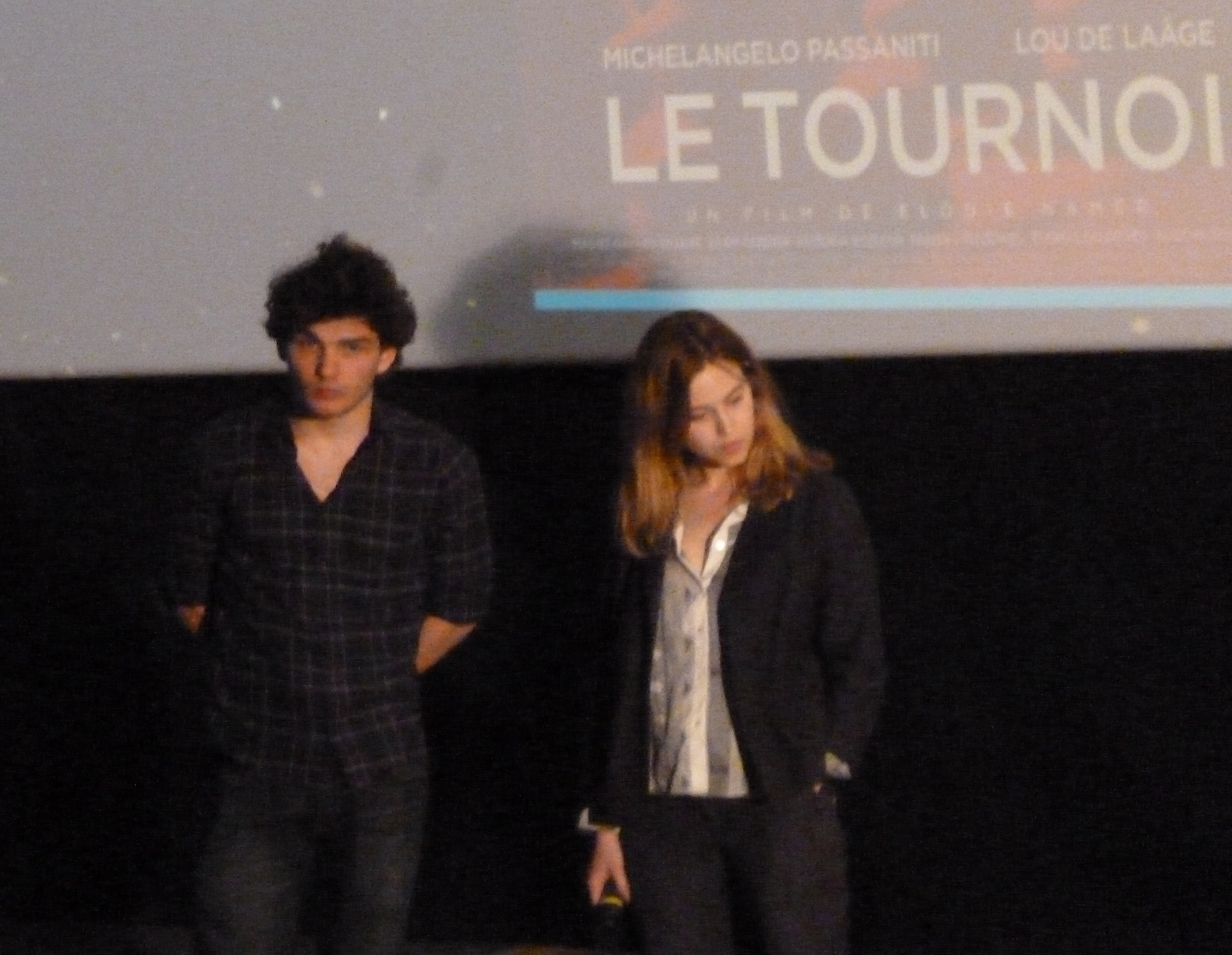
Les acteurs Lou de Laâge et Michelangelo Passaniti à une avant-première du film, à Beauvais.

- Michelangelo Passaniti : Cal Fournier
- Lou de Laâge : Lou
- Magne-Håvard Brekke : Viktor Eggen, le coach allemand de l'équipe de France
- Adam Corbier : Max Kovak, le jeune joueur hongrois
- Fabien Libiszewski : Aurélien
- Thomas Solivérès : Mathieu
- Aliocha Schneider : Anthony de Trisnay
- Viktoria Kozlova : Andrea
- Ana Neborac : Natacha
- Magdalena Korpas : Irina
- Victoire Gonin-Labat : Eleanor
- Jean-François Cayrey : un des commentateurs français du tournoi

## Tournage
- Le grand maître international d'échecs français Fabien Libiszewski tient un second rôle.
- Le grand maître international français Maxime Vachier-Lagrave fait également une apparition (figuration) dans le film, dans la scène de la partie à l'aveugle en simultanée de Cal[2].
- Adam Corbier, qui incarne Max, le jeune prodige hongrois, est également un joueur d'échecs, à l'époque licencié dans le club de l'École active bilingue Jeannine-Manuel.
- Le film est tourné à Budapest et à Deauville[3].

## Sélections
- City of Lights, City of Angels
- Festival international du film de Seattle
- Moscow International Film Festival
- Festival International By the Sea (Pays-Bas)
- Festival international du film de Sao Paulo
- Festival international du film de Hong Kong
- Festival International du film d'Oldenburg
- Festival du film français de Köln & Bonn
- Festival du film francophone de Tübingen
- Festival international du film d'Aubagne
- Festival International des scénaristes de Valence